# Yannick Vostes
Yannick Vostes (* 21. Oktober 1985 in Tienen) ist ein ehemaliger belgischer Tischtennisspieler. Er gewann eine Medaille bei den Pro Tour Grand Finals sowie bei der Europameisterschaft 2008.

## Karriere
Vostes vertrat sein Land bei insgesamt elf Weltmeisterschaften, wo er jedoch nie in die Nähe von Medaillenrängen kam. Erfolgreicher trat der Belgier bei Europameisterschaften auf, so konnte er 2008 unter anderem Bronze mit der Mannschaft gewinnen.
Durch gute Leistungen auf der Pro Tour konnte er sich 2010 für die Pro Tour Grand Finals qualifizieren und holte dort Bronze im Doppel. Ab 2014 war er seltener auf internationaler Bühne zu sehen.
Von 2001 bis 2007 spielte Vostes bei verschiedenen deutschen Vereinen in der Regionalliga und 2. Bundesliga. 2010 wurde er belgischer Meister im Einzel.

## Turnierergebnisse
| Verband | Veranstaltung               | Jahr | Ort               | Land | Einzel     | Doppel     | Mixed      | Team |
| ------- | --------------------------- | ---- | ----------------- | ---- | ---------- | ---------- | ---------- | ---- |
| BEL     | Weltmeisterschaft           | 2014 | Tokio             | JPN  |            |            |            | 33   |
| BEL     | Weltmeisterschaft           | 2013 | Paris             | FRA  | Qual.      | Qual.      |            |      |
| BEL     | Weltmeisterschaft           | 2012 | Dortmund          | GER  |            |            |            | 34   |
| BEL     | Weltmeisterschaft           | 2011 | Rotterdam         | NED  | letzte 128 | letzte 64  |            |      |
| BEL     | Weltmeisterschaft           | 2010 | Moskau            | RUS  |            |            |            | 28   |
| BEL     | Weltmeisterschaft           | 2009 | Yokohama          | JPN  | Qual.      | letzte 32  |            |      |
| BEL     | Weltmeisterschaft           | 2008 | Guangzhou         | CHN  |            |            |            | 24   |
| BEL     | Weltmeisterschaft           | 2007 | Zagreb            | HRV  |            | letzte 64  |            |      |
| BEL     | Weltmeisterschaft           | 2006 | Bremen            | GER  |            |            |            | 12   |
| BEL     | Weltmeisterschaft           | 2005 | Shanghai          | CHN  |            |            | letzte 64  |      |
| BEL     | Weltmeisterschaft           | 2004 | Doha              | QAT  |            |            |            | 10   |
| BEL     | Europameisterschaft         | 2013 | Schwechat         | AUT  | Qual.      | Qual.      |            | 22   |
| BEL     | Europameisterschaft         | 2012 | Herning           | DEN  | Qual.      | Qual.      |            |      |
| BEL     | Europameisterschaft         | 2011 | Danzig            | POL  | letzte 64  | letzte 64  |            | 24   |
| BEL     | Europameisterschaft         | 2009 | Stuttgart         | GER  | letzte 64  | letzte 16  |            | 15   |
| BEL     | Europameisterschaft         | 2008 | St. Petersburg    | RUS  | letzte 64  | letzte 64  |            | 3    |
| BEL     | Europameisterschaft         | 2007 | Belgrad           | SRB  |            |            | letzte 128 | 14   |
| BEL     | Europameisterschaft         | 2005 | Aarhus            | DEN  | letzte 128 | letzte 64  | letzte 128 | 8    |
| BEL     | Pro Tour                    | 2012 | Antwerpen         | BEL  | Gold       |            |            |      |
| BEL     | Pro Tour Grand Finals       | 2010 | Seoul             | KOR  |            | Halbfinale |            |      |
| BEL     | Jugend-Weltmeisterschaft    | 2003 | Santiago de Chile | CHL  | letzte 32  | letzte 16  |            |      |
| BEL     | Schüler-Europameisterschaft | 2000 | Bratislava        | SVK  |            |            |            |      |